# 劳珀拉特
劳珀拉特是德国莱茵兰-普法尔茨州的一个市镇。总面积5.77平方公里，总人口100人，其中男性51人，女性49人（2011年12月31日），人口密度17人/平方公里。